# 环庚酮
环庚酮（英語：Cycloheptanone，也称为软木酮，Suberic一词来源于木栓的拉丁文：suber）是一种有机化合物，化学式为(CH2)6C=O，和降冰片是同分异构体，常温常压下为无色挥发性液体，常用作药物合成的前体。1836年，法国化学家尚-巴蒂斯塔·布珊高通过蒸馏辛二酸的钙盐首次合成了环庚酮：
Ca(O2C(CH2)6CO2) → CaCO3 + (CH2)6C=O